# Streetlife
Streetlife, pseudonimo di Patrick Charles (New York, ...), è un rapper statunitense.
Ha collaborato numerose volte con RZA, Inspectah Deck, Method Man, Ghostface Killah e altri artisti della East Coast rap.

## Discografia parziale
- 2005 - Street Education